# John Van Mullem
John Van Mullem (12 oktober 1925) is een Belgische oud-atleet, die gespecialiseerd was in het hoogspringen en de tienkamp.

## Biografie
Van Mullem verbeterde in 1948 in het hoogspringen het Belgisch record van Rodolphe Hénault naar 1,88 m. Hij werd dat jaar ook Belgisch kampioen op dat nummer.
In 1950 nam Van Mullem deel aan de Europese kampioenschappen in Brussel. Hij werd veertiende op de tienkamp

### Clubs
Van Mullem was aangesloten bij Olympic Brugge.

## Belgische kampioenschappen
| Onderdeel    | Jaar |
| ------------ | ---- |
| hoogspringen | 1948 |

## Persoonlijk record
| Onderdeel    | Prestatie | Datum       | Plaats  |
| ------------ | --------- | ----------- | ------- |
| hoogspringen | 1,88 m    | 6 juni 1948 | Andenne |

## Palmares

### hoogspringen
- 1948:  BK AC - 1,80 m

### tienkamp
- 1950: 14e  EK in Brussel - 5081 p